# Дорош Юліан-Юрій Омелянович
Юліа́н-Ю́рій Омеля́нович До́рош (9 червня 1909, Жидачів, нині Львівської області — 20 липня 1982, Львів) — український фотограф-художник, піонер української кінематографії в Галичині, етнограф, краєзнавець. Член Українського фотографічного товариства.

## Життєпис
Юліан Дорош народився 9 червня 1909 року в сім'ї австрійського митника у Жидачеві. Згодом батька було переведено на Тернопільщину, і дитинство Юліан провів у м. Копичинці. На початку 1920-х років родина Дорошів оселилася в Станіславі, де Юліан закінчив українську гімназію. Там він вступив до «Пласту», де вперше взяв до рук фотокамеру. З того часу Дорош веде фотолітопис пластунських таборів. Ю. Дорош належав до 11 куреня імені І. Мазепи. Член 15 куреня УСП «Орден Залізної Остроги», Великий Канцлер куреня, обозний мандрівно-сталого курінного табору влітку 1930 року. Член ОПК Львів (1929), підреферент світлин економічного реферату Верховної Пластової Команди (1928—1930), відзначений похвальним письмом (1930).
У 1927—1932 роках навчається на юридичному факультеті Львівського університету. Життєвий шлях Юліана Дороша був пов'язаний з Винниками. Тут, у родині дядька — письменника та педагога Антона Крушельницького, під час навчання на юридичному факультеті Львівського університету, мешкав Юліан Дорош (у родині своїх двоюрідних братів Івана та Тараса, синів письменника). У той час А. Крушельницький видавав журнал «Нові шляхи», довкола якого гуртувалися українські поети, художники-авангардисти, критики та архітектори. Цей період суттєво вплинув на світобачення та подальшу творчість Дороша. З тих часів починається його регулярна співпраця з багатьма львівськими українськими виданнями («Дні», «Життя і знання», «Кіно», «Світло й тінь», «Українські вісти»), крім того він веде рубрики фотолюбителя у пластових журналах «Вогні» і «Молоде життя», а також у газеті «Неділя», де він був співредактором.
Після виїзду родини Крушельницьких до радянської України у Дороша виникли проблеми з житлом і працевлаштуванням. Друзі запропонували йому роботу фотографа і перекладача в науковому «Товаристві прихильників Гуцульщини» з Варшави, яке щороку проводило збір етнографічного матеріалу в Карпатах. Саме матеріали, зібрані під час роботи у Товаристві, склали основу виставки «Наша Батьківщина у світлині» (1935 р.), організованої Українським фотографічним товариством у Львові.
Напередодні другої світової війни Ярослав Пастернак (знайомий з Дорошем ще з часів спільної роботи в УФОТО) проводив археологічні розкопки у княжому Галичі (Крилосі), які на його запрошення, знімав Ю. Дорош.
У 1939 році Ю. Дорош разом з О. Довженком і В. Софронівим-Левицьким, подорожував Карпатами (Косів, Кути, Криворівня). У Жаб'є знімали гуцульське весілля з подружньою парою, кіньми, пістолями і стрільбою.
Роки війни були для нього непродуктивними, він заледве зробив декілька сімейних фото.
З 1946 року починається новий період у житті майстра, який відзначився рядом творчих здобутків. У 1956—1965 роках Ю. Дорош — фотограф відділу археології Інституту суспільних наук АН УРСР. Учасник археологічних експедицій інституту. Його фотографії публікувалися в працях з археології, етнографії, народного мистецтва, експонувалися на трьох персональних виставках. Він влаштовується фотографом у Львівському історичному музеї, працює на кафедрі історії техніки Львівського політехнічного інституту, одним із перших у Львові опановує техніку кольорової фотографії.
У 1956 році за пропозицією І. Крип'якевича при відділі археології Інституту суспільних наук АН УРСР Ю. Дорош організовував фотолабораторію, в якій друкували ілюстрації до путівників, альбомів, книжок («Історичні проходи по Львову» та ін.).
На честь Юліана Дороша у 1993 році названа вулиця у Львові.

## Творчий доробок

### Найвідоміші фотографії
Перший успіх Дороша-фотографа — альбом із назвою «Субреферат світлин при Економічному Рефераті В. П. К. у Львові», датований 1928 роком. Містить він 44 світлини, що ілюструють З'їзд пластунів-абсольвентів 30 червня 1928 року, жіночий та новацький табори у Підлютому, старшопластунський табір на Соколі та загальний вид Сокола у тому ж таки 1928 році, а також водний табір над Дністром.

### Фільми
- 1929 — «Свято молоді» (документальний фільм з життя Пласту).
- 1933 — документальний фільм «Раковець».
- 1938 — «До добра і краси» — перший український повнометражний художній фільм в Західній Україні, знятий на Городенківщині та в м. Копичинці на кошти «Центросоюзу» та «товариства українських кооператорів». За своїм змістом він був рекламним роликом, що представляв українську галицьку продукцію. Авторами сценарію були Василь Софронів-Левицький та Роман Купчинський[2]. У головних ролях знялися соліст Львівського оперного театру з Волині Андрій Поліщук та Марічка Софіян-Лозинська — учасниця аматорського театру з Копичинців. Студія «Фото-фільм»[3].
- 1938 — документальний фільм про похорон командувача УГА генерала Мирона Тарнавського. Згодом фільм удостоєно запису в книзі «Історія українського кіно» Любомира Госейка, виданої у Франції у 2001 році.
- 1939 — незавершений фільм «Крилос» — історична розповідь про XII століття, навіяна розкопками храму в Галичі. Юліан Дорош розпочав зйомки кольорового фільму з життя України-Русі XII століття (робоча назва «Крилос»), сценарій до якого написав Володимир Софронів-Левицький, а мистецтвознавець і художниця Ірина Гургула, за вказівками Ярослава Пастернака, спроєктувала одяг для персонажів фільму. На провідні ролі були запрошені співак з Волині Андрій Поліщук та аматорка з Копичинців Марійка Сафіянівна (Марічка Софіян-Лозинська). Проби фільму відбувалися улітку 1939 року в митрополичих садах Архікатедрального собору святого Юра у Львові.
- 1971 — «Біля джерел народної творчості» — документальний німий чорно-білий фільм, знятий у 1965—1971 роках на Гуцульщині на 16-ті міліметрову плівку. Стрічка була випадково знайдена у 2020 році. Фільм був оцифрований протягом березня-квітня 2020 року та опублікований в мережі Інтернет. Ймовірно, це остання картина Дороша[4].

### Персональні виставки
- 1957 — перша персональна виставка етнографічного фото Юліана Дороша у Музеї етнографії та художнього промислу у Львові.
- 1972 — третя персональна виставка творів Ю. Дороша у Івано-Франківському краєзнавчому музеї.
- 1973 — четверта персональна виставка (повтор експозиції попередньої виставки) творів Ю. Дороша у Велеснівському етнографічно-меморіальному музеї В. Гнатюка (с. Велеснів, Чортківського району Тернопільської області).

### Участь у фотовиставках
- 1933 — фотовиставка в Українському Павільйоні на всесвітній виставці «The 1933 Century of Progress», Чикаго, (США), де виставляв свою найвідомішу фотографію «Віяльниця».
- 1935 — фотовиставка «Наша Батьківщина у світлині», Львів (організатор — Українське фотографічне товариство). Перше місце і слава майстра етнографічної фотографії за серію фото з життя Гуцульщини та Покуття.

### Книги та публікації
- Книга «Підручник фотоаматора» (1931, Львів).
- Книга «Побільшення» (Львів).

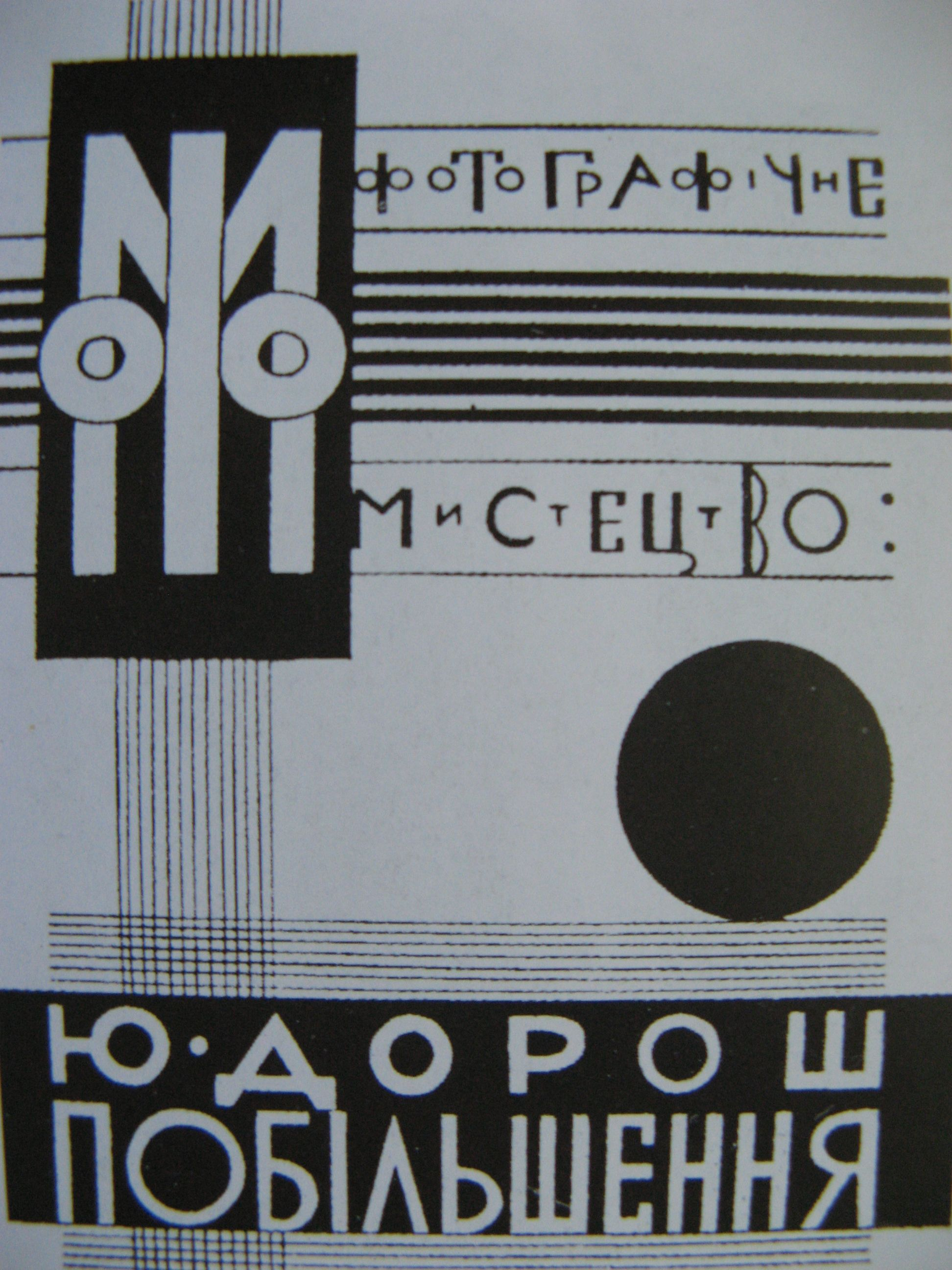
Книга «Побільшення»